# Monument Valley (album)
Monument Valley è il settantasettesimo album in studio del chitarrista statunitense Buckethead, pubblicato il 7 febbraio 2014 dalla Hatboxghost Music.

## Descrizione
Quarantanovesimo disco appartenente alla serie "Buckethead Pikes", Monument Valley è stato pubblicato in contemporanea a Hide in the Pickling Jar, 48º album appartenente alla medesima serie di cui condivide il numero di tracce.

## Tracce
Musiche di Buckethead.
1. Monument Valley – 7:17
2. Fembot – 11:47
3. Attic Floor – 1:19
4. Lirtson Nostril – 9:09

## Formazione
- Buckethead – chitarra, basso, programmazione
- Dan Monti, Albert – produzione